# Megalacron
Megalacron is een geslacht van weekdieren uit de klasse van de Gastropoda (slakken).

## Soorten
- Megalacron periwonensis (Dell, 1955)
- Megalacron tizianoi Delsaerdt, 2016